# John Grümph
John Grümph, également appelé Le Grümph ou simplement LG, de son vrai nom Nicolas Davoust, est un auteur, illustrateur et éditeur français de jeu de rôle et de bande dessinée. Auteur très prolifique, il a cofondé la maison d'édition John Doe, créé la maison d'autoédition Chibi et publie certaines de ses œuvres en impression à la demande.

## Biographie
John Grümph commence à jouer aux jeux de rôle en 1983, à l'âge de douze ans. À la fin de ses études, il se trouve dans une branche professionnelle qui lui offre peu de perspectives ; vers 1997, il décide de s'orienter vers la bande dessinée. Autodidacte, il publie quelques bandes dessinées dont Chamouraï.
Il participe au collectif d'auteurs de jeu de rôle Ballon-Taxi en 2003, puis crée la maison d'édition John Doe avec Emmanuel Gharbi et Matthieu Gonbert en 2006,. Au sein de Ballon-Taxi, il collabore à son premier « gros projet » de jeu de rôle, Exil, publié en 2005 par UbiK. Il travaille comme traducteur pour Sans-Détour et Edge Entertainment et travaille également pour Les XII Singes. Il collabore au magazine Casus Belli.

## Ouvrages

### Bandes dessinées
Chamouraï
- Tarek, Darwin et John Grümph (dessin), Chamouraï et les 40 ronins, Paris, Pointe noire, coll. « Chamouraï » (no 1), 2001, 32 p. (ISBN 2-84553-039-0)
- Tarek, Darwin et John Grümph (dessin), La flûte des Ancêtres, Paris, Pointe noire, coll. « Chamouraï » (no 2), 2002, 32 p. (ISBN 2-84553-046-3)

### Publié par Chibi
Les ouvrages sont distribués sous format électronique, ou bien en impression à la demande.
Générique
- John Grümph, Des Plans sur la tomette, Chibi, 2015, 40 p., poche 11 × 18 cm (ISBN 979-10-95063-05-6)

Pour Dragon de poche (2013)
- John Grümph, Dragon de poche, Chibi, 2013, 42 p., poche 11 × 18 cm
- John Grümph, Dragon de poche 2, Chibi, 2015, 296 p., poche 11 × 18 cm (ISBN 979-10-95063-01-8)
- John Grümph, Les Contes du dragon, Chibi, 2015, 120 p., poche 11 × 18 cm (ISBN 979-10-95063-09-4)

Pour NanoChrome (2014)
- John Grümph, NanoChrome, Chibi, 2014, 112 p., poche 11 × 18 cm
- John Grümph, NanoChrome, Chibi, 2015, 2e éd., 390 p., poche 11 × 18 cm (ISBN 979-10-95063-07-0)

Pour La Lune et douze lotus (2015)
- John Grümph, La Lune et douze lotus, Chibi, 2015, 276 p., poche 11 × 18 cm (ISBN 979-10-95063-03-2)

Pour Mordiou ! (2016)
- John Grümph, Mordiou !, Chibi, 2016, 142 p., poche 11 × 18 cm (ISBN 979-10-95063-14-8)

Pour Terra X (2016)
- Jérôme Larré et John Grümph, Terra X, Chibi, 2016, 404 p., poche 11 × 18 cm (ISBN 979-10-95063-12-4)

Pour White Lies (2016)
- Kevin Crawford, Jérôme Larré, John Grümph et Bill Logan, White Lies, Chibi, 2016, 412 p., poche 11 × 18 cm

Hârn
- N. Robin Crossby (trad. John Grümph), Hârn : Le monde de Hârn [« Hârnworld »], Chibi, 2019, 78 p. (présentation en ligne)

Autre
- Georgios Chatzipetros (trad. John Grümph), La Frontière : un jeu de rôle de latte et de loot [« The Frontier, a shoot-and-loot roleplaying game »], Chibi, 2019, 350 p. (présentation en ligne)
traduction de The Frontier, Guns of the Frontier vol. 1-6, The Frontier Companion vol. 1-4, Threats of the Frontier vol. 1-2, Guardians of the Past et Mark-X Obliterator ; voir « The Frontier », sur One Dwarf Army (consulté le 22 novembre 2019)

### Autres éditeurs
Pour Charognards (2005)
- John Grümph, Charognards, Ballon Taxi, 2005, 46 p., électronique

Pour Larmes de rouille (2005)
- John Grümph (ill. John Grümph), Larmes de rouille, Ballon Taxi, 2005, 40 p., électronique

Pour Exil (2005)
- Antoine Bauza, Christophe Costard, Emmanuel Gharbi, John Grümph et Cécile Maurin-Costard (ill. Christophe Costard, John Grümph, Cécile Maurin-Costard et Pierrick May), Exil, UbiK, 2005, 320 p. (ISBN 2-915496-04-8)
- Emmanuel Gharbi, Mathieu Gonbert et John Grümph (ill. John Grümph, Pierrick May et Albertine Ralenti), Hypersensibles, UbiK, 2006, 48 p. (ISBN 2-915496-12-9) écran de jeu accompagné d'un livret
- Emmanuel Gharbi, John Grümph et Boris Quétard (ill. John Grümph), La Guerre des boulons, UbiK, 2006, 53 p., électronique

Pour le dK System (2006)
- John Grümph et Éric Nieudan (ill. John Grümph), DK System, John Doe, 2006, 144 p. (ISBN 2-916898-00-X)
- Matthieu Destephe, Jean-Baptiste Durand, John Grümph, Yannick Polchetti et Guillaume Vasseur, Bestiaire Monstrueux, John Doe, 2008, 64 p. (ISBN 978-2-916898-06-3)
- Jean-Baptiste Durand, John Grümph et Yannick Polchetti, DK², John Doe, 2008, 128 p. (ISBN 978-2-916898-08-7) 2de édition du dK System
- Matthieu Destephe et John Grümph, Mantel d'acier, John Doe, 2008, 160 p. (ISBN 978-2-916898-04-9)

Pour Royal Rumble (2007)
- John Grümph (ill. Stéphane De Caneva, John Grümph et Pierrick May), Le Pas du cavalier, John Doe, coll. « Royal Rumble 2 », 2007, 15 p., électronique dix jeux livrés sous la forme d'une archive compressée, le total représentant 6,8 Mio, 283 p. en version lecture à l'écran et 116 p. en version imprimable

Pour Hellywood (2008)
- Raphaël Andere, Emmanuel Gharbi, Pascal Guillout, John Grümph et Pierrick May (ill. Stéphane De Caneva et John Grümph), Hellywood, John Doe, 2008, 224 p., 24 × 16 cm (ISBN 978-2-916898-05-6)
- Raphaël Andere, Emmanuel Gharbi, Pascal Guillout, John Grümph et Pierrick May (ill. Stéphane De Caneva, John Grümph et Pierrick May), Hellywood, John Doe, 2016, 328 p., 24 × 16 cm (ISBN 978-2-916898-27-8) 1re édition révisée
- Raphaël Andere, Emmanuel Gharbi, Loris Gianadda, John Grümph et Stéphane Treille (ill. John Grümph), Les archives de l'agence Metropolis, John Doe, coll. « Hellywood », 2016, 128 p., 24 × 16 cm (ISBN 978-2-916898-29-2)

Pour Nains & Jardins (2008)
- Antoine Bauza, Cédric Chaillol, Christophe Costard, John Grümph, Thibault Mazard et Paul-Henri Verheve (ill. Sylvain Soumille et Arnü West), Nains & Jardins, Caravelle, 2008, 114 p., 24 × 18 cm, reliure spirale

Pour Mahamoth (2009)
- John Grümph, Mahamoth, auto-édition, 2009, 66 p., électronique
- John Grümph et Franck Plasse, Mahamoth, Les XII Singes, 2010, 66 p., 16 × 23 cm (ISBN 978-2-918045-23-6) deux livrets de 80 et 78 p. et un écran de jeu

Pour Trinités (2009)
- John Grümph, Bréviaire XXVII : Dead or Alive…, Les XII Singes, coll. « MS 408 », 2009, 7 p., électronique

Pour Les Mille-Marches (2011)
- John Grümph (ill. John Grümph et Albertine Ralenti), Les Mille-Marches, John Doe, 2011, 192 p., 16 × 24 cm (ISBN 978-2-916898-13-1)
- Pascal Guillout et John Grümph (ill. John Grümph, Albertine Ralenti et Madie Zombi), The Stormchaser, John Doe, 2011, 24 p., 16 × 24 cm (ISBN 978-2-916898-14-8) écran de jeu et livret

Pour Tranchons & Traquons (2011)
- Alexandre « Kobayashi » Jeannette et John Grümph, Tranchons & Traquons, Les Livres de l'ours, 2011, 100 p.

Pour Bloodlust (2012)
- Rafael Colombeau, François Lalande, John Grümph et Pierrick May, Bloodlust Métal, John Doe, 2012, 420 p. (ISBN 978-2-916898-16-2)

Pour Oltréé ! (2013)
- John Grümph, Oltréé !, John Doe, 2013, 180 p. (ISBN 978-2-916898-19-3) Deux livrets (Le gran’livre du fortin, 144 p. et Le manuel du patrouilleur, 36 p.), 108 cartes à jouer, un écran et une carte géographique
- John Grümph, Manuel Bedouet, Benoît Felten et Roland Scaron, Le Compagnon, John Doe, 2015, 250 p. (ISBN 978-2-916898-19-3) plus 36 cartes à jouer

Pour Planète hurlante (2015)
- Batronoban, Da Beast, Éric Brambilla, Julien Dutel, Alexandre Joly, John Grümph, Thomas Michelin, Éric Nieudan et Trickytophe, Le Compagnon, Batro' Games, 2015, 88 p.

Pour Ryuutama (2015)
- Anthony Combrexelle, Laurent Devernay, Jérôme Larré, John Grümph, Atsuhiro Okada et Vincent Ziec, Contes d'Orient et d'Occident, Lapin Marteau, 2015, 64 p. (ISBN 978-2-9545811-2-5)

Pour Le Royaume des Légendes (2015)
- Batronoban, Ben Borgerding, Nathanael Christen, Nick Christen, Nicolas Dessaux, Allen Drees Jr., Jean-Baptiste Durand, Julien Dutel, Brent Evanger, Thurston Hillman, Chuck Lang, Jérôme Larré, John Grümph, Dagan McGregor, Lewis McLouth et Jason Rice, Le Royaume des Légendes [« Kingdom of Legend »], Batro' Games, 2015, 111 p.

### Conférences
- John Grümph, [vidéo] « Structure et improvisation en bac à sable », sur YouTube, Orc'idée 2014
- Sébastien Célerin, Vivien Féasson, Le Grümph et Mathieu Hemery, [vidéo] « Comment rêver le jeu de rôle à présent ? », sur YouTube, Colloque « Les 40 ans du jeu de rôle », Université Paris XIII
- Le Grümph, [vidéo] « Le cas des journalistes de Panopticom dans un univers Cyberpunk », sur YouTube, Colloque « Jeu de rôle : Engagements et résistances », 17 juin 2017, Université Paris XIII